# Kup Jugoslavije 1991-1992
La Kup Jugoslavije 1991-1992 (Coppa Jugoslava 1991-1992) fu la 1ª edizione con questo nome e si disputò durante la disgregazione dello stato jugoslavo. Contemporaneamente fu anche l'ultima edizione (la 44ª) della coppa nazionale della Jugoslavia socialista.
Le repubbliche di Slovenia e Croazia si dichiararono indipendenti il 25 giugno 1991 durante il pre-campionato. In base agli accordi di Brioni rinviarono il completamento dell'indipendenza all'8 ottobre mentre le squadre delle due repubbliche si ritiravano dal sistema calcistico jugoslavo. Durante il corso della manifestazione dichiararono l'indipendenza anche Macedonia (8 settembre 1991) e Bosnia ed Erzegovina (5 marzo 1992). Dall'8 aprile 1992 la Repubblica Federale di Jugoslavia fu costituita dalle sole Serbia e Montenegro.
Fino alla stagione precedente il torneo si era chiamato Kup Maršala Tita (Coppa del Maresciallo Tito). Tale denominazione decadde a causa dell'Hajduk Spalato, vincitore dell'edizione precedente, che si rifiutò di restituire la coppa alla Federazione calcistica della Jugoslavia dato che, essendo croato, non ricadeva più sotto la sua giurisdizione.
La coppa fu vinta dal Partizan che sconfisse in finale la Stella Rossa nel večiti derbi. Il successo non ebbe seguito in Europa per l'embargo della UEFA su ordine dell'ONU.

## Squadre qualificate

### Prima
18 delle 19 partecipanti della Prva Liga 1990-1991 sono qualificate di diritto, quella esclusa è l'ultima classificata, lo Spartak Subotica. Altre 13 squadre (in giallo) sono passate attraverso le qualificazioni. La vincitrice della coppa repubblicana slovena (Koper) avrebbe dovuto disputare un turno preliminare contro la selezione dell'esercito: dopo il secondo rinvio, gli sloveni si sono ritirati ed il posto in coppa è andato ai militari.

### Dopo
Visto il ritiro delle 8 compagini di Slovenia e Croazia dopo la dichiarazione d'indipendenza del 25 giugno 1991, un giorno dopo il sorteggio del primo turno della coppa, la FSJ ha deciso di non sostituirle e di iniziare la competizione con le 24 squadre rimaste.

Nel frattempo Sloboda Tuzla, Budućnost e Sutjeska sono state ripescate in prima divisione, mentre il Vrbas in seconda.

## Sedicesimi di finale
La partita fra Tomislav e Rad Belgrado è stata interrotta all'inizio del secondo tempo per lancio di oggetti in campo da parte dei tifosi di casa. Il giudice sportivo ha convalidato il risultato al momento dell'interruzione.
| Squadra 1                  | Risultato | Squadra 2              |
| -------------------------- | --------- | ---------------------- |
| 14.08.1991                 |           |                        |
| (2) Bečej                  | 4 – 0     | Radnički Niš (1)       |
| (2) Bor                    | 1 – 3     | Zemun (1)              |
| (1) Budućnost              | 0 – 2     | Stella Rossa (1)       |
| (HR) Croatia Đakovo        | n.d.      | Proleter Zrenjanin (1) |
| (3) CZ Gnjilane            | n.d.      | Olimpia Lubiana (SLO)  |
| (HR) Hajduk Spalato        | n.d.      | Sloboda Tuzla (1)      |
| (X) Igman Ilidža           | 0 – 3     | Partizan (1)           |
| (HR) Jugokeramika Zaprešić | n.d.      | Borac Banja Luka (1)   |
| (HR) Rijeka                | n.d.      | Napredak Kruševac (2)  |
| (HR) Rovigno               | n.d.      | Željezničar (1)        |
| (x) Selezione JNA          | n.d.      | HAŠK Građanski (HR)    |
| (1) Sutjeska               | 1 – 0     | Sarajevo (1)           |
| (X) Tomislav               | 0 – 4     | Rad Belgrado (1)       |
| (1) Vardar                 | n.d.      | Osijek (HR)            |
| (1) Vojvodina              | 1 – 0     | Sloboda Užice (2)      |
| (2) Vrbas                  | 1 – 3     | Velež Mostar (1)       |

## Ottavi di finale
| Squadra 1              | Totale | Squadra 2            | Andata     | Ritorno    |
| ---------------------- | ------ | -------------------- | ---------- | ---------- |
|                        |        |                      | 28.08.1991 | 25.09.1991 |
| (1) Stella Rossa       | 6 – 4  | Bečej (2)            | 4 – 3      | 2 – 1      |
| (1) Zemun              | 1 – 2  | Željezničar (1)      | 1 – 1      | 0 – 1      |
| (2) Napredak Kruševac  | 3 – 1  | Borac Banja Luka (1) | 3 – 0      | 0 – 1      |
| (1) Partizan           | 7 – 1  | Vardar (1)           | 4 – 1      | 3 – 0      |
| (1) Proleter Zrenjanin | 1 – 2  | Sloboda Tuzla (1)    | 0 – 0      | 1 – 2      |
| (x) Selezione JNA      | 2 – 3  | Rad Belgrado (1)     | 2 – 0      | 0 – 3      |
| (1) Velež Mostar       | 10 – 2 | Sutjeska (1)         | 6 – 1      | 4 – 1      |
| (1) Vojvodina          | 10 – 1 | CZ Gnjilane (x)      | 6 – 0      | 4 – 1      |

## Quarti di finale
| Squadra 1             | Totale          | Squadra 2         | Andata     | Ritorno    |
| --------------------- | --------------- | ----------------- | ---------- | ---------- |
|                       |                 |                   | 20.11.1991 | 04.12.1991 |
| (2) Napredak Kruševac | 4 – 4 (4-1 dtr) | Sloboda Tuzla (1) | 3 – 1      | 1 – 3      |
| (1) Partizan          | 5 – 2           | Vojvodina (1)     | 4 – 0      | 1 – 2      |
| (1) Velež Mostar      | 2 – 3           | Željezničar (1)   | 1 – 0      | 1 – 3      |
|                       |                 |                   | 21.11.1991 | 19.02.1992 |
| (1) Rad Belgrado      | 2 – 4           | Stella Rossa (1)  | 2 – 1      | 0 – 3      |

## Semifinali
A causa dello scoppio della guerra in Bosnia ed Erzegovina lo Željezničar abbandona la competizione ed il Partizan passa il turno.
| Squadra 1        | Totale | Squadra 2             | Andata     | Ritorno    |
| ---------------- | ------ | --------------------- | ---------- | ---------- |
|                  |        |                       | 26.02.1992 | 08.04.1992 |
| (1) Stella Rossa | 3 – 2  | Napredak Kruševac (2) | 2 – 2      | 1 – 0      |
|                  |        |                       | 18.03.1992 | 04.05.1992 |
| (1) Partizan     |        | Željezničar (1)       | 2 – 0      | n.d.       |

## Finale
| Squadra 1        | Totale | Squadra 2    | Andata     | Ritorno    |
| ---------------- | ------ | ------------ | ---------- | ---------- |
|                  |        |              | 14.05.1992 | 21.05.1992 |
| (1) Stella Rossa | 2 – 3  | Partizan (1) | 0 – 1      | 2 – 2      |

### Andata
| Arbitro: | Sava Avramović (Belgrado) |

|  |           |             |
|  | Marcatori | 36’ Vujačić |

| Stella Rossa | Partizan |

|                 |    |                   |     |
|                 |    |                   |     |
| P               | 1  | Dragoje Leković   |     |
| D               | 2  | Duško Radinović   |     |
| D               | 3  | Goran Vasilijević |     |
| C               | 4  | Vladimir Jugović  |     |
| C               | 5  | Milorad Ratković  |     |
| D               | 6  | Ilija Najdoski    |     |
| A               | 7  | Ilija Ivić        |     |
| A               | 8  | Elvir Bolić       |     |
| A               | 9  | Darko Pančev      |     |
| C               | 10 | Dejan Savićević   | 6’  |
| C               | 11 | Siniša Mihajlović | 49’ |
| A disposizione: |    |                   |     |
| D               | ?  | Saša Nedeljković  | 6’  |
| A               | ?  | Slaviša Čula      | 49’ |
| Allenatore:     |    |                   |     |
| Vladica Popović |    |                   |     |

|                 |    |                     |     |
|                 |    |                     |     |
| P               | 1  | Fahrudin Omerović   |     |
| D               | 2  | Vujadin Stanojković |     |
| D               | 3  | Budimir Vujačić     |     |
| C               | 4  | Džoni Novak         |     |
| D               | 5  | Gordan Petrić       |     |
| C               | 6  | Slaviša Jokanović   |     |
| C               | 7  | Goran Bogdanović    |     |
| A               | 8  | Predrag Mijatović   | 89’ |
| A               | 9  | Slađan Šćepović     |     |
| D               | 10 | Branko Brnović      |     |
| C               | 11 | Slobodan Krčmarević |     |
| A disposizione: |    |                     |     |
| D               | ?  | Nebojša Gudelj      | 89’ |
| Allenatore:     |    |                     |     |
| Ivica Osim      |    |                     |     |

### Ritorno
| Arbitro: | Zoran Petrović (Belgrado) |

|                             |           |                           |
| Mijatović 65’ Jokanović 76’ | Marcatori | 37’ Mihajlović 71’ Pančev |

| Partizan | Stella Rossa |

|                 |    |                     |     |
|                 |    |                     |     |
| P               | 1  | Fahrudin Omerović   |     |
| D               | 2  | Vujadin Stanojković |     |
| D               | 3  | Nebojša Gudelj      |     |
| C               | 4  | Džoni Novak         |     |
| D               | 5  | Gordan Petrić       |     |
| C               | 6  | Slaviša Jokanović   |     |
| C               | 7  | Goran Bogdanović    | 88’ |
| A               | 8  | Predrag Mijatović   |     |
| A               | 9  | Slađan Šćepović     | 53’ |
| D               | 10 | Branko Brnović      |     |
| C               | 11 | Slobodan Krčmarević |     |
| A disposizione: |    |                     |     |
| A               | ?  | Ljubomir Vorkapić   | 53’ |
| C               | ?  | Slobodan Miletić    | 88’ |
| Allenatore:     |    |                     |     |
| Ivica Osim      |    |                     |     |

|                 |    |                    |     |
|                 |    |                    |     |
| P               | 1  | Dragoje Leković    |     |
| D               | 2  | Duško Radinović    |     |
| D               | 3  | Mitko Stojkovski   | 35’ |
| C               | 4  | Vladimir Jugović   |     |
| D               | 5  | Miodrag Belodedić  |     |
| D               | 6  | Aleksandar Kristić |     |
| A               | 7  | Ilija Ivić         |     |
| A               | 8  | Elvir Bolić        |     |
| A               | 9  | Darko Pančev       |     |
| C               | 10 | Milorad Ratković   |     |
| C               | 11 | Siniša Mihajlović  |     |
| A disposizione: |    |                    |     |
| D               | ?  | Goran Vasilijević  | 35’ |
| Allenatore:     |    |                    |     |
| Vladica Popović |    |                    |     |